# Zweihöcker-Spinnenfresser
Der Zweihöcker-Spinnenfresser (Ero furcata) ist eine Spinne aus der Familie der Spinnenfresser (Mimetidae). Die großflächig paläarktisch verbreitete Art bewohnt eine Vielzahl an Habitaten (Lebensräumen), darunter insbesondere verschiedene Waldbiotope, wo sie sich an Bäumen und in der Vegetation nahe dem Boden sowie in der Bodenstreu aufhält. Der auch in Mitteleuropa häufig vorkommende Zweihöcker-Spinnenfresser ist in Europa allgemein die häufigste Art der Buckelspinnenfresser (Ero).
Die wie alle Arten der Spinnenfresser eher kleine Spinne zeichnet sich wie die anderen Vertreter der Familie durch ihre einzigartige und namensgebende Ernährungsweise aus – sie erbeutet ausschließlich andere Spinnen, insbesondere netzbauende Spinnen. Diese werden in ihren eigenen Netzen überwältigt, nachdem sie durch Zupfen des Jägers an den Netzfäden direkt zu diesem gelockt worden sind. Das Weibchen des Zweihöcker-Spinnenfressers fertigt nach der Paarung im Spätsommer einen charakteristischen Eikokon an, der zumeist leichter zu entdecken ist als die Spinne selbst.
Der nachtaktive Zweihöcker-Spinnenfresser erhielt aufgrund seiner bemerkenswerten Biologie in den letzten Jahren eine höhere Aufmerksamkeit und wurde von der Arachnologischen Gesellschaft (AraGes) zur Spinne des Jahres 2021 ausgerufen.

## Merkmale

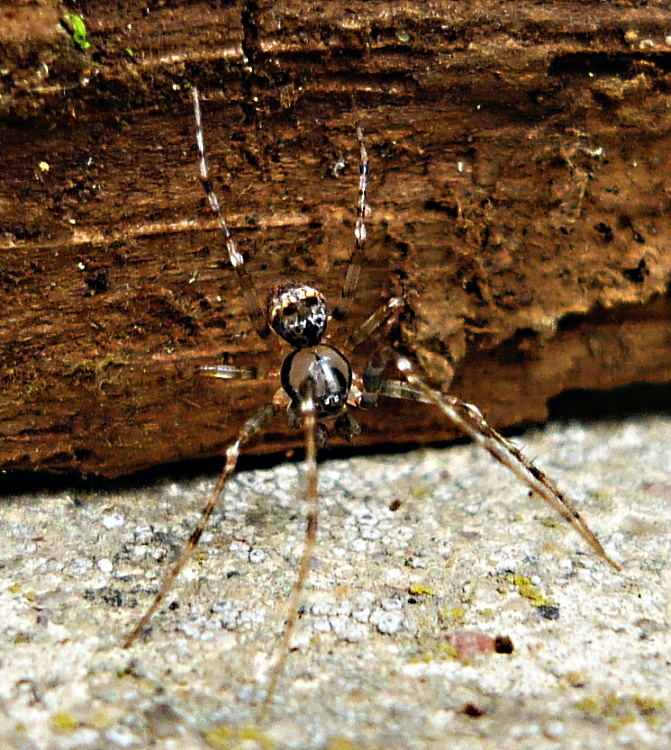
Männchen

Der Zweihöcker-Spinnenfresser hat eine Körperlänge von 2,5 bis 4,8 Millimetern beim Weibchen und 2,5 bis 3,0 Millimetern beim Männchen, womit es sich bei der Art wie bei Spinnenfressern (Mimetidae) üblich um recht kleine Spinnen handelt. Auch ist der grundsätzliche Körperbau mit dem anderer Buckelspinnenfresser (Ero) identisch.
Demzufolge ist wie bei anderen Vertretern der Gattung das Prosoma (Vorderkörper) des Zweihöcker-Spinnenfressers zentral erhöht. Dessen Carapax (Rückenschild) besitzt eine gelblich-braune Grundfärbung. In der Mitte verläuft ein schwarzer Mittelstreifen. Die Augenregion ist dunkler und am Rand des Carapax befindet sich außerdem ein ebenfalls dunkler und fast schwarzer Strich. Genauso befindet sich auch zwischen der Rückengrube und Augenregion ein gänzlich schwarzer Strich. Die Cheliceren (Kieferklauen) erscheinen dunkelbraun-schwarz, und das Sternum (Brustschild des Prosomas) ist gelblich-weiß gefärbt und mit dunklen Flecken versehen.
Ein weiteres mit allen Buckelspinnenfressern gemeinsames Merkmal sind die Beinlängen. Die beiden vorderen Beinpaare sind länger als die beiden hinteren. Die Beine haben eine gelbliche Farbgebung und sind rotbraun-schwarz geringelt.
Das Opisthosoma (Hinterleib) ist von kugeliger Form und besitzt dorsal (oben) im vorderen Teil zwei stumpfe Höcker. Seine Grundfarbe ist ähnlich wie beim Carapax hellbraun bis gelblich. Dabei treten schwarze, rötliche und graue Farben auf gelbem Grund auf. Das Opisthosoma ist vor den Höckern dunkel und dahinter heller gefleckt.

### Genitalmorphologische Merkmale

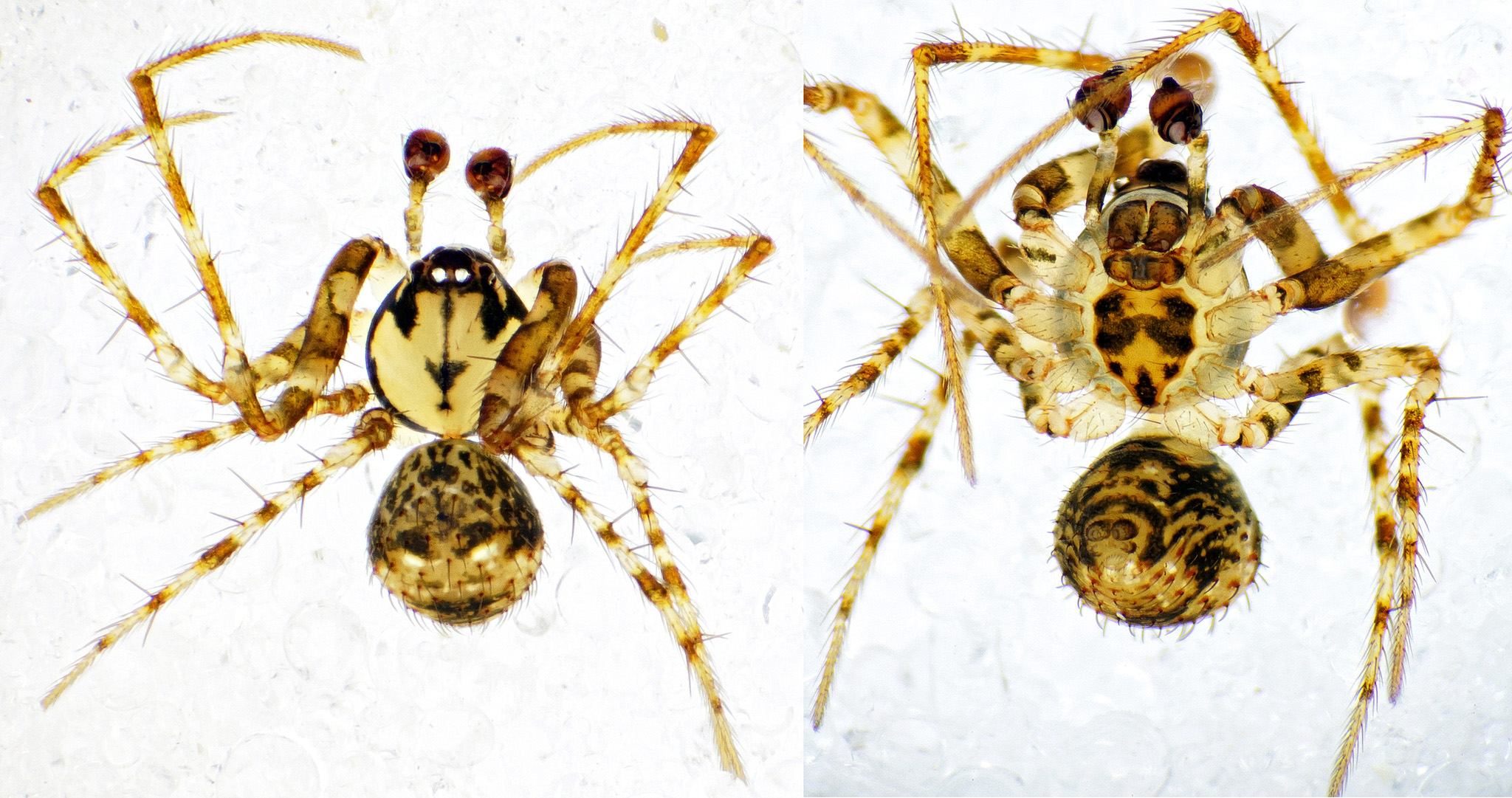
Dorsal- und Ventralansicht eines Männchens mit den gut erkennbaren Bulbi

Die Bulbi (männliche Geschlechtsorgane) des Zweihöcker-Spinnenfressers werden u. a. dadurch gekennzeichnet, dass deren Tibien (Beinschienen) etwa 2,7-mal so lang wie breit sind. Das Cymbium (hinterstes Sklerit, bzw. Hartteil eines einzelnen Bulbus) ist von ovaler Form, proximal (zur Körpermitte gelegen) erhöht und bildet einen konischen Tuberkel. Der Konduktor (Leiter) eines Bulbus besitzt je eine prolaterale (an frontaler Blickrichtung gelegenen) Furche. Die Spitze des Cymbiums ist nach Charakterart der Buckelspinnenfresser (Ero) mit retrolateralen (an dorsaler Blickrichtung gelegenen) und ventralen (seitlichen), fingerförmigen Fortsätzen versehen. Das sog. Paracymbium hat einen basalen (an der Basis gelegenen), zweiteiligen und weißlichen Fortsatz.
Die Epigyne (weibliches Geschlechtsorgan) der Art besitzt einen charakteristischen, seitlich angelegten Lappen. Der mittlere Bereich der Epigyne ist breiter als lang und hinten von einem Chitinwall abgegrenzt. Das Septum (Trennwand) ist weiß gefärbt und von länglicher Form. Die Vulva ist mit kurzen Einführgängen und runden Spermatheken (Samentaschen) versehen.

### Ähnliche Arten
Der Zweihöcker-Spinnenfresser kann leicht mit den drei anderen in Mitteleuropa heimischen Arten der Buckelspinnenfresser (Ero) verwechselt werden, die dort jedoch allesamt deutlich seltener sind. Die meisten Ähnlichkeiten weist der Zweihöcker-Spinnenfresser mit dem Sumpfspinnenfresser (E. cambridgei) auf. Dieser besitzt ebenfalls zwei Höcker auf dem Opisthosoma, allerdings ist bei ihm die Färbung vor dem Höckerpaar heller als dahinter. Außerdem ist der Sumpfspinnenfresser oftmals geringfügig kleiner. Beide Arten sind ganzjährig aktiv und kommen teilweise in den gleichen Lebensräumen vor, die bei dem Sumpfspinnenfresser entsprechend seinem Trivialnamen aus feuchten Habitaten (Lebensräumen), darunter Hochmooren oder überschwemmten Wiesen bestehen.
Der Vierhöcker-Spinnenfresser (E. aphana) und der Große Spinnenfresser (E. tuberculata), die anderen beiden in Mitteleuropa vorkommenden Arten der Gattung, lassen sich hingegen leichter vom Zweihöcker-Spinnenfresser durch die vier Höcker am Opisthosoma unterscheiden. Außerdem beläuft sich die Phänologie (Aktivitätszeit) des Vierhöcker-Spinnenfressers auf den Zeitraum zwischen April bis August, und er bevorzugt wärmere Gebiete, während der seltene Große Spinnenfresser ab Juni bis in das Jahresende ebenfalls sowohl in feuchten Lebensräumen als auch in Nadelwäldern angetroffen werden kann.

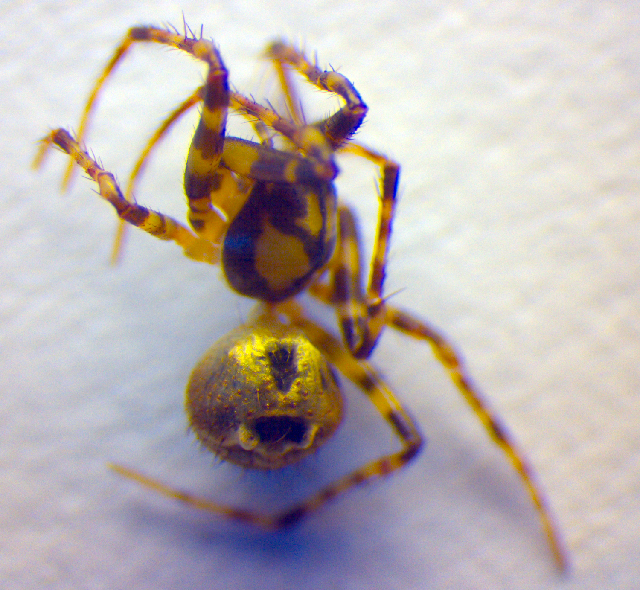
Präpariertes Weibchen des Sumpfspinnenfressers (Ero cambridgei)
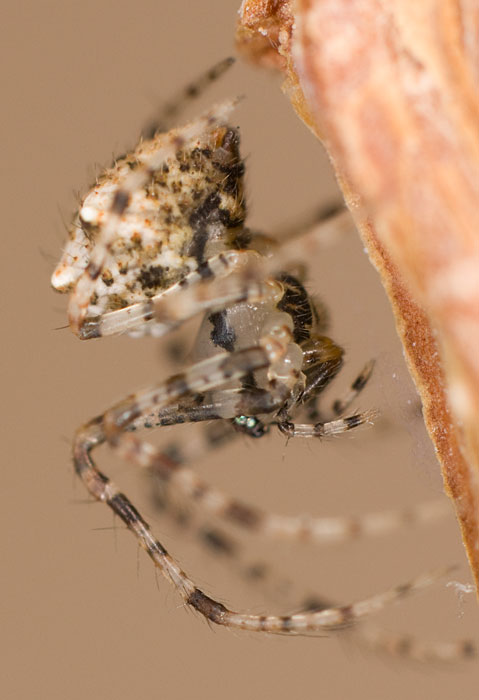
Weibchen des Vierhöcker-Spinnenfressers (E. aphana)
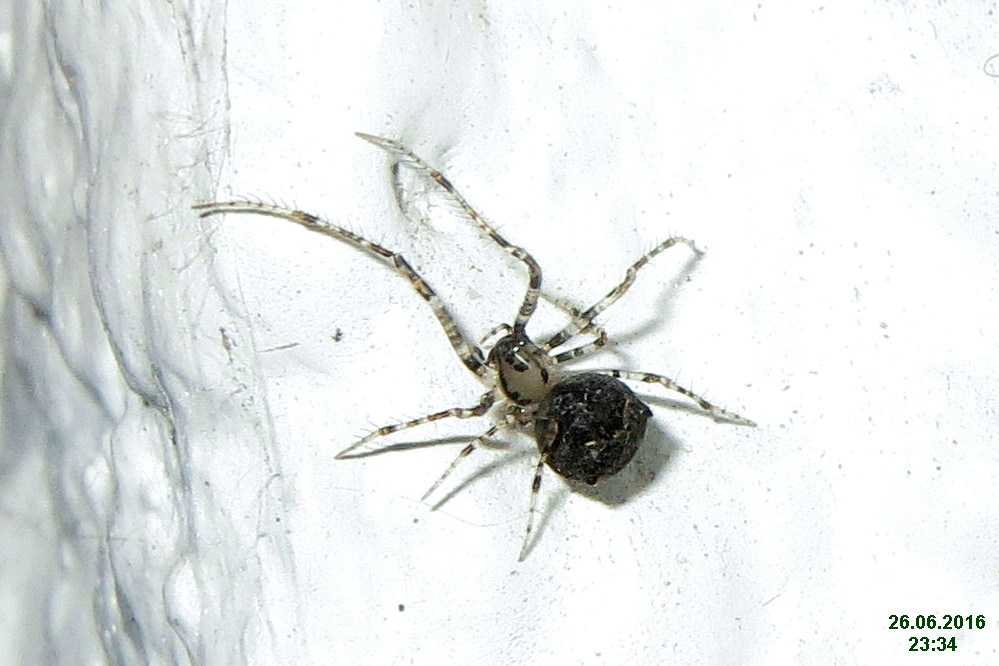
Weibchen des Großen Spinnenfressers (E. tuberculata)

## Vorkommen
Das Verbreitungsgebiet des Zweihöcker-Spinnenfressers erstreckt sich großflächig auf der Paläarktis von Europa über die Türkei, Kaukasien, Russland (europäischer bis fernöstlicher Teil), Turkmenistan bis nach Japan. Auch in Europa ist die Art flächendeckend verbreitet und wurde bisher lediglich auf Nowaja Semlja, in Island, auf den Mittelmeerinseln Sardinien und Sizilien und in den südosteuropäischen Ländern Albanien, Kosovo und Nordmazedonien nicht nachgewiesen. In Kaukasien fehlt sie in den Ländern Armenien sowie Aserbaidschan.

### Lebensräume

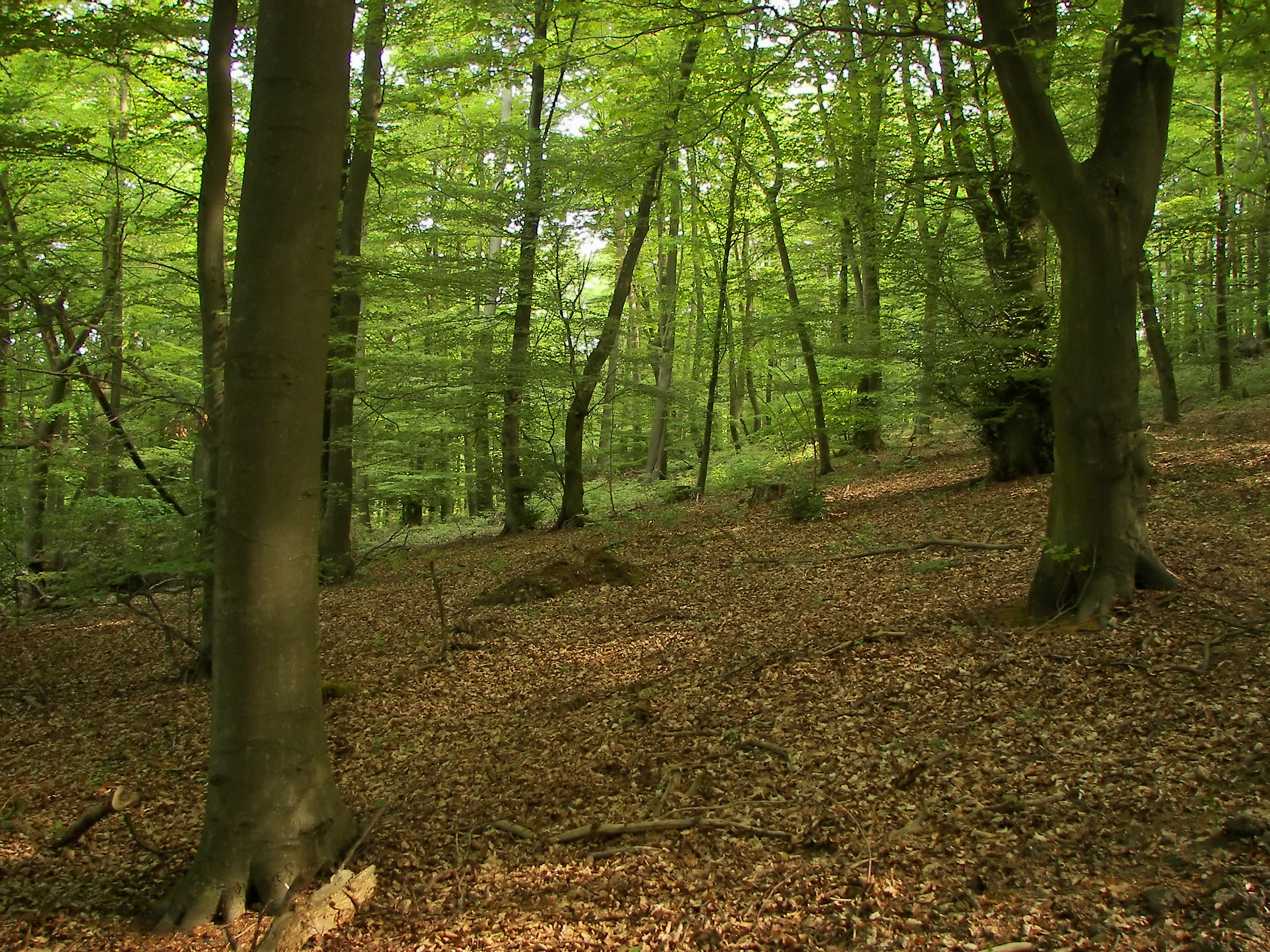
Insbesondere die unteren Bereiche von Bäumen und Streuschichten in Wäldern wie hier dem Kellerwald in Hessen werden vom Zweihöcker-Spinnenfresser bewohnt.

Der recht anpassungsfähige Zweihöcker-Spinnenfresser weist ein breites Spektrum an Habitaten auf, er bevorzugt jedoch Wälder und Waldränder einschließlich Auwälder und meidet auch keine monotonen Fichtenkulturen. Abgesehen davon kann die Art in Feuchtwiesen und auf Trockenrasen gefunden werden, Gleiches gilt für wärmeres Gelände. Innerhalb der bevorzugten Lebensräume kann der Zweihöcker-Spinnenfresser an Bäumen, Sträuchern und Stauden in Bodennähe gefunden werden, wobei er in der Strauch- und Krautschicht jedoch seltener vorkommt. Ein weiteres Mikrohabitat in Wäldern sind Streuschichten. Darüber hinaus wurde der Zweihöcker-Spinnenfresser in Hochmooren und Salzwiesen nachgewiesen. Urbane Flächen und Kulturland werden von der Art überwiegend gemieden.
Der Zweihöcker-Spinnenfresser ist vorwiegend in der Planaren Höhenstufe (bis zu 800 Meter über dem Meeresspiegel) vorfindbar, kann aber auch in die Montane Höhenstufe (bis zu 1.500 Meter über dem Meeresspiegel) vordringen. Die bisher höchsten Fundmeldungen der Art liegen aus Österreich vor, wo sie auf Geröll in einer Höhe von 2.000 Metern über dem Meeresspiegel nachgewiesen wurde. Im Vereinigten Königreich beläuft sich die maximale Fundhöhe auf 700 Meter über dem Meeresspiegel.

### Bedrohung und Schutz
Der Zweihöcker-Spinnenfresser gilt allgemein nicht als gefährdet und ist in Europa überdies die häufigste Art der Buckelspinnenfresser (Ero). In der Roten Liste gefährdeter Arten Tiere, Pflanzen und Pilze Deutschlands bzw. der Roten Liste und Gesamtartenliste der Spinnen Deutschlands (2016) wird die Art als „ungefährdet“ gewertet, da ihre Bestände in Deutschland gleichbleibend sehr häufig sind.
Auch im Vereinigten Königreich wird der dort häufige und weitverbreitete Zweihöcker-Spinnenfresser von der IUCN in die Kategorie LC („Least Concern“, bzw. nicht gefährdet) eingestuft. Ähnliches gilt für die Art in Norwegen, und auch in Tschechien wird sie von der IUCN in der Kategorie ES („Ecologically Sustainable“, bzw. ökologisch anpassbar) erfasst.

## Lebensweise
Der Zweihöcker-Spinnenfresser pflegt nach bisherigen Kenntnissen eine ähnliche Lebensweise wie die anderen drei mitteleuropäischen Arten der Buckelspinnenfresser (Ero) und bewegt sich zumeist langsam fort. Er ist nachtaktiv und hält sich am Tage auf den Unterseiten von Blättern und Zweigen versteckt, wobei er nicht selten die Beine an den Körper zieht. Dadurch ist er in dieser Zeit schwer auffindbar. Ab dem Abend wird die Spinne aktiv.

### Beutefang
Der Zweihöcker-Spinnenfresser teilt mit allen anderen Spinnenfressern (Mimetidae) die Eigenschaft, als Nahrungsspezialist ausschließlich andere Spinnen zu erbeuten, was der Familie ihre Trivialbezeichnung eingebracht hat. Dabei erbeutet der Zweihöcker-Spinnenfresser bevorzugt Kugelspinnen (Theridiidae), wofür er in seiner nächtlichen Aktivitätszeit deren Haubennetze aufsucht. Wurde ein solches gefunden, zupft der Zweihöcker-Spinnenfresser an den Fangfäden des Netzes und täuscht somit ein ins Netz geratenes Beutetier vor. Sobald sich der Netzeigentümer dem vermeintlichen Opfer nähert und nah genug an den Jäger gelangt, packt dieser den Netzeigentümer mithilfe der vorderen Beinpaare und versetzt ihm blitzschnell einen Biss in eines der Beine. Das dadurch injizierte Gift macht das Beutetier sofort flucht- und wehrunfähig. Die gelähmte Spinne wird anschließend von dem Jäger durch die Bissstelle ausgesaugt und somit verzehrt.
Der Zweihöcker-Spinnenfresser erweitert sein Jagdverhalten beim Fang ausgewachsener und weiblicher Individuen aus der Gattung der Höhlenradnetzspinnen (Meta). Hier benutzt er den bereits zuvor am Netz einer weiblichen Höhlenradnetzspinne gespannten Balzfaden eines Männchens der Gattung, das sich nach dem Auftreten des Spinnenfressers verzieht, und ahmt dort durch Zupfsignale ein solches nach. Dadurch wird die weibliche Höhlenradnetzspinne zum Spinnenfresser gelockt und dann erbeutet.

### Lebenszyklus und Phänologie

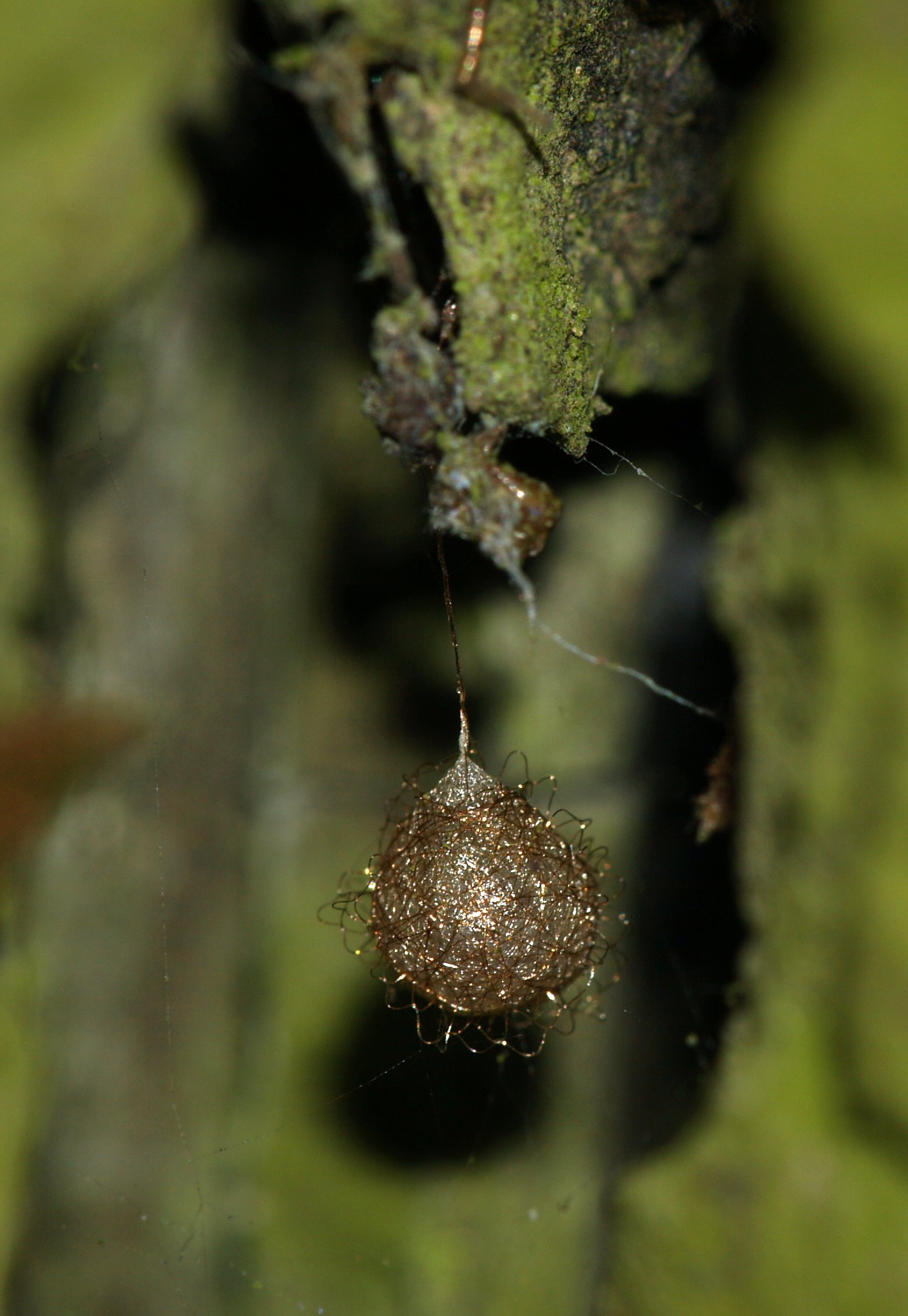
Eikokon des Zweihöcker-Spinnenfressers

Der Lebenszyklus des Zweihöcker-Spinnenfressers wird wie bei anderen in den gemäßigten Klimazonen vorkommenden Spinnen von den Jahreszeiten mitbestimmt. Die Phänologie (Aktivitätszeit) der Art beläuft sich dabei bei den ausgewachsenen Tieren beider Geschlechter auf das ganze Jahr.
Das Paarungsverhalten des Zweihöcker-Spinnenfressers ist wie bei den anderen Arten der Spinnenfresser (Mimetidae) bisher unerforscht. Ein verpaartes Weibchen legt im Spätsommer einen charakteristischen eiförmigen Eikokon an, der eine Höhe von vier und einen Durchmesser von drei Millimetern hat. Befestigt ist er an einem 12 bis 15 Millimeter langen Fadenstrang. Dieser ist allerdings sehr fest und dient wahrscheinlich zum Schutz vor Eiräubern, wobei eine Parasitierung etwa durch Schlupfwespen jedoch nicht verhindert wird. Die äußere Hülle des Kokons bildet ein dichtes und weißes Gespinst, das nah des Befestigungsstrangs jedoch dünner ist, was damit zu begründen ist, dass diese Stelle zum Verlassen der geschlüpften Jungtiere aus dem Kokon dient. Ferner ist dieser von gewellten, rotbraunen Fäden umgeben. Mit einer Anzahl von sechs bis acht Eiern in einem Kokon ist diese verglichen mit der Anzahl von Eiern in den Kokons anderer Spinnen sehr gering. Der Kokon selber ist durch seine Eigenschaften leichter zu finden als der Ersteller von selbigem.
Der Kokon wird oft an dürren Fichtenzweigen befestigt, wo er sehr leicht auffindbar ist. Er kann sich jedoch auch unter Steinen und an Felsen befinden. Gleichermaßen wird der Kokon gelegentlich unter Blättern angelegt. Bei den im Herbst geschaffenen Kokons verlassen die Jungtiere diesen nach der Überwinterung, die dementsprechend in dem Kokon stattfindet. Sie werden anscheinend im folgenden Frühjahr geschlechtsreif und legen eigene Kokons an. Deren Nachkommen verlassen wiederum im Sommer den Kokon. Gleichzeitig gibt es mit vielen jüngeren Kugelspinnen, die in der gleichen Zeitspanne auftreten, auch ausreichend Beute für die Jungtiere des Zweihöcker-Spinnenfressers, da zu dieser Zeit insbesondere Jungtiere der Kleinen (Phylloneta sisyphia) und der Gewöhnlichen Haubennetzspinne (Phylloneta impressa) ebenfalls anzutreffen sind, die eine zu dieser Zeit zahlreich vorfindbare Beute für die Jungtieren des Zweihöcker-Spinnenfressers darstellen. Diese werden in deren Brutgespinsten erbeutet.

## Systematik

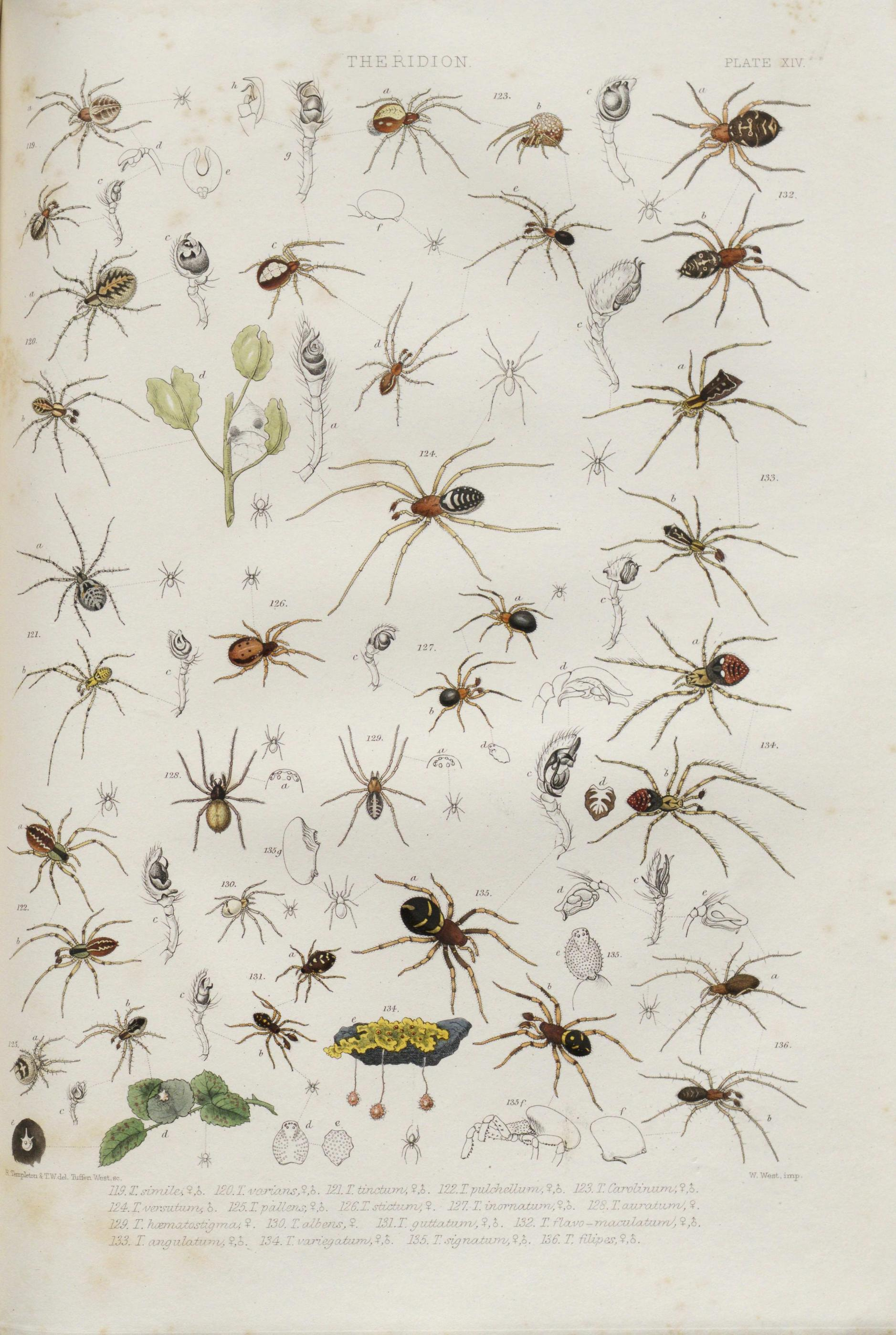
Ausschnitt aus A History of the Spiders of Great Britain and Ireland. von John Blackwall (1861), wo der Zweihöcker-Spinnenfresser und der Sumpfspinnenfresser (Ero cambridgei) als Theridion variegatum bezeichnet werden.

Die klassische Systematik befasst sich im Bereich der Biologie sowohl mit der taxonomischen (systematischen) Einteilung als auch mit der Biologie und mit der Nomenklatur (Disziplin der wissenschaftlichen Benennung) von Lebewesen einschließlich des Zweihöcker-Spinnenfressers.
Der Artname furcata stammt aus dem lateinischen und bedeutet „Gabel“, die Bezeichnung selbst deutet auf die Gabelung des Mittelstreifens auf dem Carapax.

### Beschreibungsgeschichte
Während seiner Erstbeschreibung 1789 wurde der Zweihöcker-Spinnenfresser vom Autor Charles Joseph de Villers wie damals alle Spinnen in die Gattung Aranea eingeordnet und erhielt die Bezeichnung A. furcata. Von Carl Ludwig Koch wurde die Art bereits 1836 erstmals unter der Bezeichnung E. variegata in die von ihm zeitgleich erstbeschriebene Gattung der Buckelspinnenfresser (Ero) eingeordnet. Die heutige Bezeichnung E. furcata fand erstmals 1881 unter Eugène Simon und seitdem durchgehend Verwendung.

### Innere Systematik
Der Zweihöcker-Spinnenfresser ist innerhalb der Gattung der Buckelspinnenfresser (Ero) mit dem Sumpfspinnenfresser (E. cambridgei) am nächsten verwandt. Die genaue Stellung aller Arten der monophyletischen Gattung der Buckelspinnenfresser ist bis heute nicht im Gänze erforscht. Bei 2016 durchgeführten molekulargenetischen Untersuchungen wurde anhand von Populationen des Zweihöcker- und des Sumpfspinnenfressers aus Dänemark festgestellt, dass diese eine enge Verwandtschaft zu chilenischen Populationen der sowohl in Chile als auch in Argentinien verbreiteten Art Ero spinipes aufweisen. Die bisher ermittelten Verwandtschaften des Zweihöcker-Spinnenfressers mit anderen Vertretern und geographischen Populationen der Gattung sind in folgendem Kladogramm einsehbar:
| Dänische Populationen    | \| \| Zweihöcker-Spinnenfresser \| \| \| \| \| \| Sumpfspinnenfresser (E. cambridgei) \| \| \| \| |
|                          | \| \| Zweihöcker-Spinnenfresser \| \| \| \| \| \| Sumpfspinnenfresser (E. cambridgei) \| \| \| \| |
| Chilenische Populationen | Ero spinipes                                                                                      |
|                          | Ero spinipes                                                                                      |
|                          | Zweihöcker-Spinnenfresser                                                                         |
|                          |                                                                                                   |
|                          | Sumpfspinnenfresser (E. cambridgei)                                                               |
|                          |                                                                                                   |

|  | Zweihöcker-Spinnenfresser           |
|  |                                     |
|  | Sumpfspinnenfresser (E. cambridgei) |
|  |                                     |

| Dänische Populationen    | \| \| Zweihöcker-Spinnenfresser \| \| \| \| \| \| Sumpfspinnenfresser (E. cambridgei) \| \| \| \| |
|                          | \| \| Zweihöcker-Spinnenfresser \| \| \| \| \| \| Sumpfspinnenfresser (E. cambridgei) \| \| \| \| |
| Chilenische Populationen | Ero spinipes                                                                                      |
|                          | Ero spinipes                                                                                      |
|                          | Zweihöcker-Spinnenfresser                                                                         |
|                          |                                                                                                   |
|                          | Sumpfspinnenfresser (E. cambridgei)                                                               |
|                          |                                                                                                   |

|  | Zweihöcker-Spinnenfresser           |
|  |                                     |
|  | Sumpfspinnenfresser (E. cambridgei) |
|  |                                     |

| Dänische Populationen    | \| \| Zweihöcker-Spinnenfresser \| \| \| \| \| \| Sumpfspinnenfresser (E. cambridgei) \| \| \| \| |
|                          | \| \| Zweihöcker-Spinnenfresser \| \| \| \| \| \| Sumpfspinnenfresser (E. cambridgei) \| \| \| \| |
| Chilenische Populationen | Ero spinipes                                                                                      |
|                          | Ero spinipes                                                                                      |
|                          | Zweihöcker-Spinnenfresser                                                                         |
|                          |                                                                                                   |
|                          | Sumpfspinnenfresser (E. cambridgei)                                                               |
|                          |                                                                                                   |

|  | Zweihöcker-Spinnenfresser           |
|  |                                     |
|  | Sumpfspinnenfresser (E. cambridgei) |
|  |                                     |

| Dänische Populationen    | \| \| Zweihöcker-Spinnenfresser \| \| \| \| \| \| Sumpfspinnenfresser (E. cambridgei) \| \| \| \| |
|                          | \| \| Zweihöcker-Spinnenfresser \| \| \| \| \| \| Sumpfspinnenfresser (E. cambridgei) \| \| \| \| |
| Chilenische Populationen | Ero spinipes                                                                                      |
|                          | Ero spinipes                                                                                      |
|                          | Zweihöcker-Spinnenfresser                                                                         |
|                          |                                                                                                   |
|                          | Sumpfspinnenfresser (E. cambridgei)                                                               |
|                          |                                                                                                   |

|  | Zweihöcker-Spinnenfresser           |
|  |                                     |
|  | Sumpfspinnenfresser (E. cambridgei) |
|  |                                     |

## Auszeichnung zur Spinne des Jahres 2021

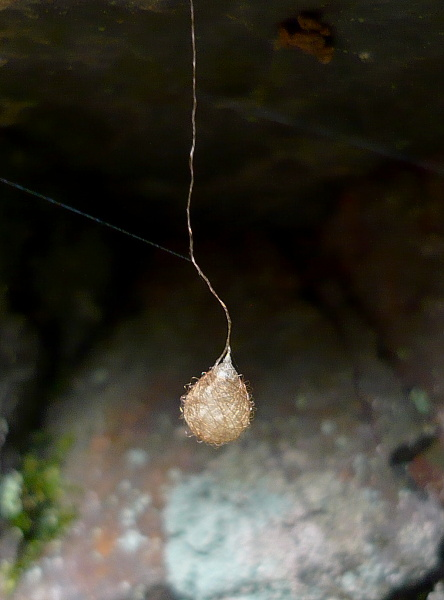
Neben der Lebensweise gilt auch der Eikokon des Zweihöcker-Spinnenfressers als bemerkenswert.

Der Zweihöcker-Spinnenfresser wurde von der Arachnologischen Gesellschaft (AraGes) zur Spinne des Jahres 2021 auserwählt, um auf seine sonderbare und auch für die anderen Spinnenfressern (Mimetidae) typische Ernährungsweise sowie seine Kokonbauweise aufmerksam zu machen. Letzterer Aspekt dient vor allem dazu, Aufmerksamkeit auf die vielseitige Nutzbarkeit von Spinnseide und ihrer effizienten Produktion zu richten. Ein weiteres Ziel dieser Auszeichnung ist es, über die aktuelle Verbreitung der Art aufgeklärt zu werden.
Die Koordination der Wahl lag beim Naturhistorischen Museum Wien, in Zusammenarbeit mit der Arachnologischen Gesellschaft und der European Society of Arachnology (ESA). An der Wahl waren 84 Arachnologen aus 27 europäischen Ländern beteiligt.